# Wirtschaftssicherstellungsgesetz
Das Gesetz über die Sicherstellung von Leistungen auf dem Gebiet der gewerblichen Wirtschaft sowie des Geld- und Kapitalverkehrs (Wirtschaftssicherstellungsgesetz; WiSiG) ist ein Bundesgesetz, dass es ermöglichen soll, für Zwecke der Verteidigung, insbesondere zur Deckung des Bedarfs der Zivilbevölkerung und der Streitkräfte erforderliche Versorgung mit Gütern und Leistungen sicherzustellen. 
Das Sicherstellungsgesetz ist im Wesentlichen eine Ermächtigungsgrundlage für Rechtsverordnungen, die die eigentlichen konkreten Regelungen enthalten. Aufgrund dieses Gesetzes wurde die Wirtschaftssicherstellungsverordnung erlassen. Die Pflichten der Rechtsverordnungen dürfen nur nach Maßgabe des Art. 80a Grundgesetz, also im Falle eines äußeren Notstandes, angewandt werden.

## Einschränkung von Grundrechten
Gemäß dem verfassungsrechtlichen Zitiergebot nennt § 23 WiSiG die Grundrechte, die eingeschränkt werden. Dieses ist das Grundrecht auf Unverletzlichkeit der Wohnung (Artikel 13 des Grundgesetzes für die Bundesrepublik Deutschland).